# Rezervația peisagistică Zăbriceni
Rezervația peisagistică Zăbriceni este o arie protejată, situată la nord-vest de satul Onești din raionul Edineț, Republica Moldova (ocolul silvic Edineț, Zăbriceni, parcelele 45-49). Are o suprafață de 596 ha. Obiectul este administrat de Gospodăria Silvică de Stat Edineț.

## Vegetație

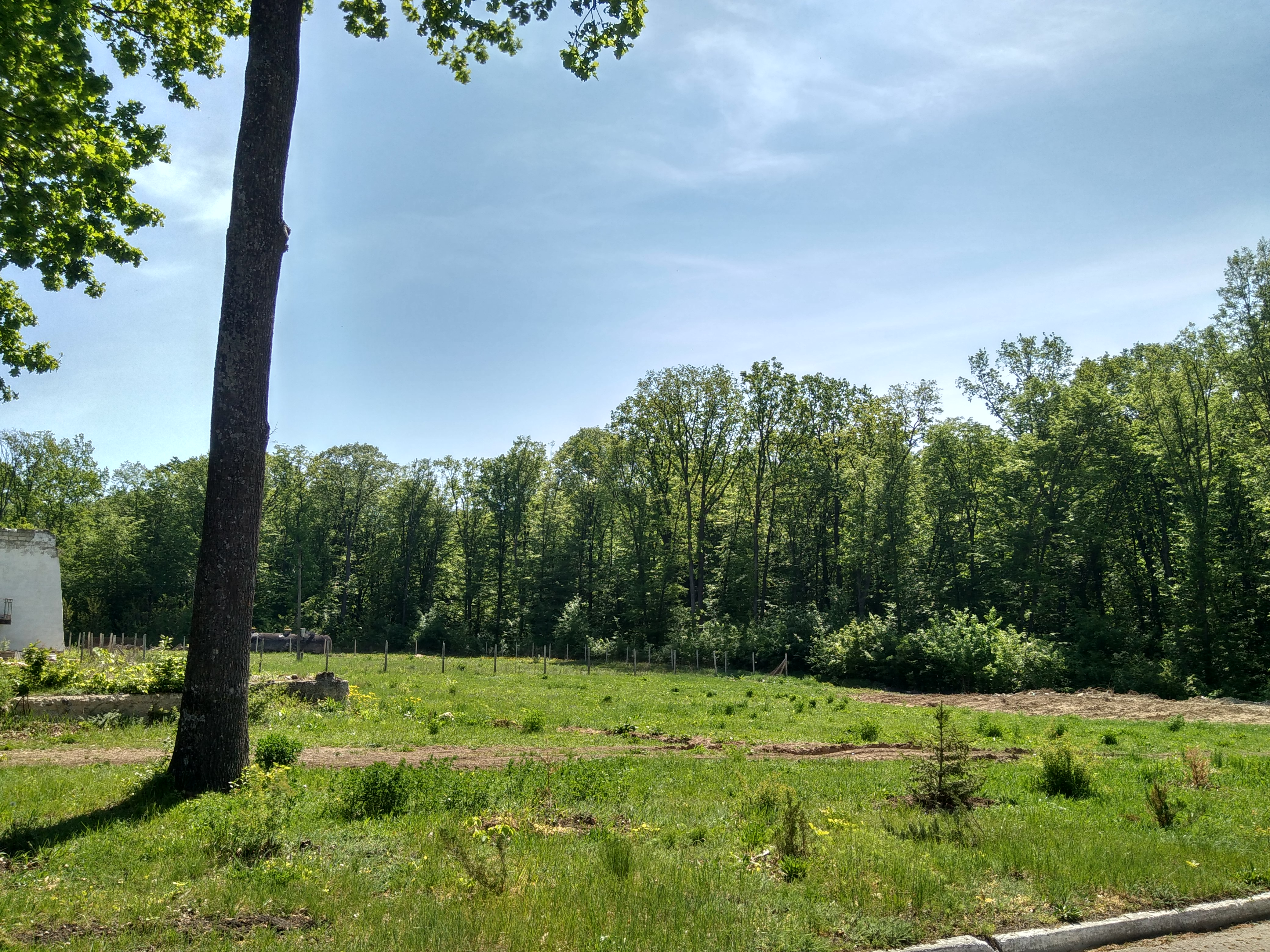
Vedere dinspre curtea mănăstirii Zăbriceni

Aria naturală protejată de Stat include o pădure de carpen de diferite vârste pe pante pietroase. În componența lor intră stejar pedunculat și pufos, gorun, frasin, cireș, alun, păducel etc. Sunt numeroase poienile cu plante caracteristice stâncilor calcaroase. Include specii rare de plante: caprifoi, bârcoace negru, crușin, albiță și altele. Are un sector de gârnețe unice pentru zona de nord a țării.